# ミューロック丸
ミューロック丸（英語: Muroc Maru）は、第二次世界大戦中にアメリカ陸軍航空軍が建設した訓練用標的である。正式には航空軍臨時建造物（標的）T-799（AAF Temporary Building (Target) T-799）と呼ばれた。カリフォルニア州南部のミューロック乾湖に設置されており、外見は大日本帝国海軍が保有した高雄型重巡洋艦を模していた。1950年に撤去されるまで、爆撃機乗員の対艦攻撃訓練のために用いられていた。

## 建設
ミューロック丸こと標的T-799は、1943年にカリフォルニア州ミューロック乾湖の南端に建設された。その目的は、爆撃機の飛行士、航法士、爆撃手に対し、爆撃、機銃掃射、艦船識別、および反跳爆撃技術などの訓練を実施することであった。建設場所に乾湖の湖底が選ばれたのは、周囲よりも明るい色合いで、航跡にも似た模様が残された砂地が、上空からはあたかも海上にいるかのような印象を与えるとされたためである。
外見は大日本帝国海軍の高雄型重巡洋艦を模しており、「船体」はフォーバイフォー材と金網の骨組をタール紙で覆うことで構成されている。建設費用は35,819.18米ドルであった（2023年時点の667,940に相当）。

## 運用

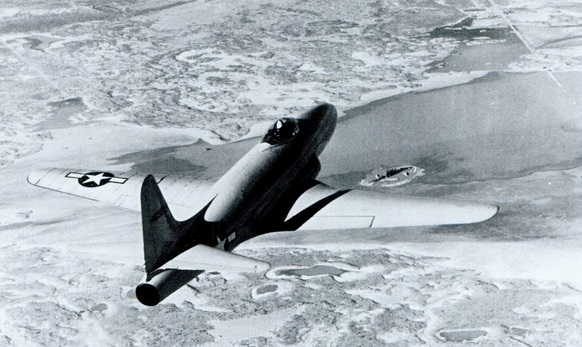
ミューロック丸の上空を飛行するXF-14A戦闘機

訓練に参加するミューロック陸軍飛行場の航空兵らは、地名と日本の船名に良く使われる「丸」（Maru）という接尾詞を組み合わせて、標的T-799にミューロック丸という愛称を与えた。1950年まで訓練に使用されていたが、航空航法上の危険があると判断されたため、不発弾処理を経て解体された。